# I diavoli
I diavoli (The Devils) è un film del 1971 diretto da Ken Russell, liberamente tratto dall'omonima trasposizione teatrale di John Whiting del romanzo storico I diavoli di Loudun di Aldous Huxley, basato sulla reale vicenda della presunta possessione demoniaca di massa d'un convento d'Orsoline della cittadina francese di Loudun nel 1634.

## Trama
Francia agli inizi del XVII secolo: ristabilita la pace dopo le sanguinose guerre di religione, il cardinale Richelieu, per consolidare il potere regio, convince Luigi XIII ad ordinare l'abbattimento delle cinte murarie di tutte le città di provincia a maggioranza protestante, in maniera tale da bloccare le velleità d'autonomia degli abitanti. Il barone di Laubardemont, agente del cardinale, viene così inviato a Loudun, nel Poitou, con l'incarico di demolirne le fortificazioni.
Il parroco Urbain Grandier, a cui l'appena deceduto governatore Sainte-Marthe aveva concesso i pieni poteri fino all'elezione del suo successore, si oppone con determinazione a tale progetto, conscio che ciò altro non costituirebbe che il primo passo per la totale revoca delle libertà cittadine a favore dell'assolutistico centralismo di Versailles. Dotato di spirito battagliero e di grande ed arguta intelligenza, Grandier riesce ben presto a guadagnarsi i favori della città, tanto da farsi considerare una specie di capo da parte della comunità; ma tuttavia egli, uomo bello e affascinante quasi per nulla dedito al rigore d'una vita spirituale, intrattiene numerose relazioni carnali con le sue penitenti, da una delle quali, Philippe, figlia del procuratore Trincant, ha per giunta un figlio; inoltre, il prete si unisce segretamente in matrimonio con la giovane Madeleine de Brou.
Anche madre Jeanne degli Angeli, superiora delle Orsoline di Loudun, nutre una segreta e sfrenata passione per Grandier: la donna infatti, entrata in monastero non per vocazione ma per l'impossibilità di trovare marito per via d'una sua deformità, comincia ad esser preda d'una malsana ossessione per Grandier e arriva ad immaginarlo mentre, come una sorta di Cristo reincarnato, cammina sulle acque o è appeso in croce; quando poi scopre delle nozze segrete del prete con Madeleine, alla quale perdipiù aveva vanamente cercato in precedenza di farle abbracciare la vita religiosa nel suo monastero, madre Jeanne offre a Grandier la carica di direttore spirituale del convento. Questi però, ignaro dei sentimenti e delle pulsioni che la monaca prova nei suoi confronti, e perdipiù disinteressato a sostenere quel tipo di ruolo, rifiuta ed invia al suo posto il canonico Mignon, cugino di Trincant. A quel punto la religiosa comincia a dare segni di isterismo e, infine, accusa Grandier d'affidarsi a pratiche demoniache per entrare in convento ed assoggettare alle sue voglie sessuali lei e tutte le altre monache.
Mignon, Trincant e Laubardemont non credono alle accuse ma decidono di sfruttarle per liberarsi dello scomodo Grandier. Fanno dunque esaminare le monache da un esorcista, padre Barre, che, riconosciutole possedute da dei demonî con l'aiuto dei medici Ibert e Adam, riesce a convincerle e fare loro dichiarare che il responsabile sia, come dichiarato dalla loro superiora, proprio Grandier, per poi sottoporle tutte ad un rituale d'esorcismo al fine di "liberarle"; madre Jeanne è la prima, tra grida di dolore e disperazione, a subire l'esorcismo. Tutte le consorelle si abbandonano così a scene d'isterismo forsennato. 
L'arresto di Grandier e di Madeleine non sorprende nessuno ed il prelato, dopo essere stato torturato e sottoposto a processo con l'accusa di stregoneria, oscenità, blasfemia e sacrilegio, viene alfine condannato al rogo. La folla urlante dei cittadini di Loudun lo vede bruciare vivo mentre, alle loro spalle, le mura della città vengono finalmente abbattute.

## Distribuzione
Venne presentato alla mostra di Venezia del 1971 dove venne accusato di essere una volgare, blasfema e inaccettabile mistificazione, faziosa culturalmente e storicamente. Il critico cinematografico e vicecommissario della Biennale Gian Luigi Rondi fu duramente attaccato dal Centro cattolico cinematografico, capeggiato da don Claudio Sorgi, con una lettera pubblica. Il film vinse comunque il Premio Pasinetti al miglior film straniero, assegnato dal Sindacato giornalisti cinematografici italiani.
Uscì nelle sale cinematografiche italiane il 9 settembre 1971; ne venne subito ordinato il sequestro a cura della procura di Verona, rilevando nel film sequenze "estremamente oscene, anzi di pura pornografia, non giustificate né dallo scorrere del racconto, né dall'assunto ideologico". Dopo dieci giorni la magistratura di Milano sentenziò la definitiva assoluzione, sostenendo che "un'opera d'arte, in quanto manifestazione di pensiero, è intangibile e non è soggetta alla norma penale che punisce l'oscenità".
Al 2021 il film viene ancora censurato in vari paesi, e, secondo il critico Adam Scovell, è impossibile vedere la versione originale voluta dal regista.

## Accoglienza

### Critica
Il film è uno dei più controversi della storia del cinema e ha ricevuto molti giudizi negativi.
(Leo Pestelli)
Il film costò poi il posto di recensore al critico e poeta Giovanni Raboni, licenziato dal giornale cattolico Avvenire perché aveva valorizzato l'opera nella sua critica.
Il film è stato stroncato da Alexander Walker, critico del London Evening Standard che lo paragonò ad una "fantasia masturbatoria di uno scolaretto cattolico". La tensione fra Walker e Russel fu così alta che, ad un dibattito televisivo, il regista colpì al capo il critico con una copia della sua recensione.
Secondo quanto afferma Adam Scovell, dopo cinquant'anni I Diavoli è un film giustamente celebrato per il suo valore artistico. Sempre secondo Scovell, le interpretazioni stupefacenti di Reed e Redgrave sono fra le migliori che il cinema britannico possa offrire; la colonna sonora di Peter Maxwell Davies è unica e inquietante, e lo stile visuale del film è sbalorditivo. Scovell arriva a proporre un parallelo fra le eresie di Grandier e Russell: nel primo caso la conclusione è stata la condanna di Grandier, nel secondo l'impossibilità del regista di mantenere il controllo sulla sua creazione, a causa dei tagli necessari per evitare parzialmente la censura.

## Riconoscimenti
- Mostra di Venezia 1971
  - Premio Pasinetti
- National Board of Review Awards 1971
  - Miglior regista
- Nastri d'argento 1972
  - Regista del miglior film straniero
- Boston Society of Film Critics 2014
  - Premio speciale "Migliori riscoperte"